# Maraga
Maraga (pers. مراغه, ili Marage; azer. Marağa) je grad u severozapadnom Iranu odnosno pokrajini Istočni Azerbejdžan. Smešten je 30 km istočno od jezera Urmije odnosno na južnim padinama Sahanda, u uskoj dolini kroz koju protiče reka Safičaj. Maraga je okružena gradskim zidinama koja su oštećena na više mesta, a pristupa joj se kroz četiri gradska vrata. U gradu se nalaze i dva dobro očuvana mosta za koje predaja govori da ih je dao izgraditi Hulagu-han (1217. – 1265.), koji je Maragu učinio prestonicom Ilkanata. Ubrzo nakon toga je postao i sedište istočnog (nestorijanskog) patrijarha Mar Džabalahe III. Oko grada postoje brojni vinogradi i voćnjaci, kao i kanali koji vode od reke zahvaljujući kojima je šire područje Marage važan proizvođač voća. Brežuljci zapadno od grada se sastoje od peščare s pojedinim naslagama bazalta. U gradu se nalazi i znameniti pogrebni toranj Gonbadi Kabud („Plavi toranj”) koji je ukrašen posebnim sastavom slaganih pločica poznatih kao Penroseovo popločavanje. Grad je poznat i po mramoru (u Iranu poznat kao „Maragin mramor”) i sadri čija su nalazišta smeštena u selu Daškasan kraj Azaršahera, oko 50 km severozapadno od Marage. Naslage iz kasnog miocena daju bogata nalazišta kičmenjačkih fosila za evropske i severnoameričke muzeje. Međunarodni tim paleontologa ponovo je otvorio fosilno nalazište 2008. godine. Prema iranskom popisu stanovništva iz 2006. godine grad je imao 151.486 stanovnika od čega su većina Azeri.